# Агидел
Агидел (фр. Agudelle) насеље је и општина у западној Француској у региону Поату-Шарант, у департману Приморски Шарант која припада префектури Жонзак.
По подацима из 2011. године у општини је живело 114 становника, а густина насељености је износила 21,27 становника/km². Општина се простире на површини од 5,36 km². Налази се на средњој надморској висини од 72 метара (максималној 77 m, а минималној 47 m).

## Демографија
| 1962. | 1968. | 1975. | 1982. | 1990. | 1999. | 2011. |
| ----- | ----- | ----- | ----- | ----- | ----- | ----- |
| 165   | 166   | 118   | 119   | 99    | 126   | 114   |

График промене броја становника у току последњих година